# Чарлі Валентайн (фільм)
Чарлі Валентайн (англ. Charlie Valentine) — американський трилер 2009 року.

## Сюжет
Чарлі Валентайн був гангстером, стрільцем, бабієм і досить непоганим кухарем. Він був також найнебезпечнішим, безвідповідальним негідником, якого ви тільки можете собі уявити.

## У ролях
| Актор              | Роль            |
| ------------------ | --------------- |
| Реймонд Дж. Беррі  | Чарлі Валентайн |
| Майкл Ветерлі      | Денні Валентайн |
| Джеймс Руссо       | Рокко           |
| Том Беренджер      | Беккер          |
| Стівен Бауер       | Феручі          |
| Максін Банс        | Дженні          |
| Валері Діллман     | Блонді          |
| Кіт Девід          | Сел             |
| Домінік Ванденберг | Дом             |
| Роберт Бланш       | Візард          |
| Кевін Скотт Аллен  | Марко           |
| Ренді Краудер      | Тедді           |
| Гленн Таранто      | Mob збирач      |
| Ентоні Вітале      | Mob водій       |
| Вернон Веллс       | Брод            |
| Джеррі Трімбл      | Міккі           |
| Маттіас Г'юз       | Віктор          |